# Jan Öberg (latinist)
Jan Sigvard Öberg, född 18 november 1935 i Jönköpings Sofia församling, Jönköpings län, död 19 juli 2019 i Stockholm, var en svensk latinist.
Jan Öberg tog filosofie licentiat-examen vid Stockholms universitet 1960 och disputerade för filosofie doktorsgrad där 1965. Han var medarbetare i Kungliga Vitterhets Historie och Antikvitets Akademiens diplomatariekommitté från 1965 och huvudredaktör för Svenskt diplomatarium från 1974. Han blev docent i latinska språket, särskilt medeltids- och humanistlatin, vid Stockholms universitet 1969 och var professor i latin, särskilt efterantikt latin, vid samma universitet 1975–2000 samt prefekt för Institutionen för klassiska språk 1976–2000. Från 2003 var han forskningsledare för Albertus Pictor-projektet vid Stockholms universitet.
Öberg invaldes 1972 som ledamot av Kungliga Samfundet för utgivande av handskrifter rörande Skandinaviens historia och 1991 som ledamot av Platonsällskapet.
Han var under en period gift med Eva Helenius-Öberg.